# Northern United All Stars
El Northern United All Stars es un equipo de fútbol de Santa Lucía fundado en 1985 y que juega en la División de Oro de Santa Lucía, la liga de fútbol más importante del país.

## Palmarés
División de Oro de Santa Lucía: 2
2004/05, 2010

## Participación en competiciones internacionales
- Campeonato de Clubes de la CFU: 2 apariciones
  - 2005

Primera Ronda v.  Positive Vibes -- 0:2, 5:0
Cuartos de final v.  Victory Boys -- 1:1, 1:0
Semifinales v.  Robinhood -- 1:3, 2:4
- *2011

Primera Ronda v.  WBC -- 0:3, 1:3